# Viola humilis
Viola humilis Kunth – gatunek roślin z rodziny fiołkowatych (Violaceae). Występuje naturalnie w Meksyku, Kolumbii oraz Wenezueli. 

## Morfologia
PokrójBylina dorastająca do 7 cm wysokości, tworzy kłącza.
LiścieBlaszka liściowa ma kształt od eliptycznego do owalnego. Mierzy 1–2,5 cm długości oraz 0,6–0,9 cm szerokości, jest karbowana na brzegu, ma nasadę od klinowej do niemal sercowatej i tępy wierzchołek. Ogonek liściowy jest owłosiony. Przylistki są poszarpane.
KwiatyPojedyncze, wyrastające z kątów pędów. Mają działki kielicha o owalnie lancetowatym kształcie i dorastające do 5–7 mm długości. Płatki są łyżeczkowate i mają białą barwę, dolny płatek jest odwrotnie jajowaty, posiada obłą ostrogę.
OwoceTorebki mierzące 8-10 mm długości, o odwrotnie jajowatym kształcie.

## Biologia i ekologia
Rośnie w zaroślach, na łąkach i skarpach. Występuje na wysokości od 2900 do 3200 m n.p.m.